# Georges Migot

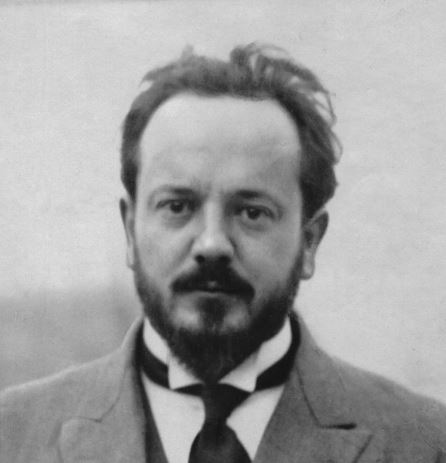
Georges Migot

Georges Elbert Migot (Parijs, 27 februari 1891 – Levallois-Perret, 5 januari 1976) was een Frans componist, muziekpedagoog, organist, kunstschilder en dichter.

## Levensloop
Migot werd in een protestantse artsenfamilie geboren; zijn eerste pianoles kreeg hij op zevenjarige leeftijd van zijn moeder. Al spoedig begon hij te componeren en toen hij 15 jaar was, werd het eerste kleine werk onder de titel Noël a capella pour quatre voix gepubliceerd. Vanaf 1909 studeerde hij bij Jules Bouval (harmonie), André Gédalge (fuga), Charles-Marie Widor (compositie), Alexandre Guilmant en Louis Vierne (orgel), Vincent d'Indy (orkestratie) alsook Maurice Emmanuel (musicologie) aan het Conservatoire national supérieur de musique in Parijs.
Tijdens de Eerste Wereldoorlog diende hij in het Franse leger en raakte zwaargewond in de buurt van Longuyon. Voor ongeveer 1 jaar was hij aangewezen op krukken om te kunnen lopen. Later componeerde hij en won hij met zijn werken verschillende prijzen zoals de Prix Lili Boulanger (1917), de Prix Lépaulle (1919), de Prix Halfen (1920) en de prijs van de Fondation Blumenthal (1921). 
Vanaf 1937 doceerde hij aan La Schola Cantorum in Parijs. Verder produceerde hij uitzendingen van de omroepmaatschappij Radio-Cité van 1937 tot 1939. Van 1949 tot 1961 was hij conservator van het instrumentenmuseum van het Conservatoire national supérieur de musique in Parijs. Door de "Société des Auteurs, Compositeurs et Éditeurs de Musique" (SACEM) werd hij onderscheiden met de Grand-Prix de la musique française. 
Als componist schreef hij werken in verschillende genres. Zijn stijl was beïnvloed door de muziek vanuit de renaissance en het barok, maar ook als mengeling met de stijl van Gabriel Fauré en Claude Debussy. Hij waardeerde de Franse luitisten en de stijl van Jean-Philippe Rameau. 
Naast zijn werkzaamheden met het componeren besteedde hij ook aandacht aan de schilderkunst. Hij ontwikkelde een talent als kunstschilder en kon in de jaren 1917, 1919 en 1923 in grote Parijse galerijen zijn werken tentoonstellen. Verder schreef hij gedichten. Deze zijn dan weer soms terug te vinden in zijn eigen composities. Tot slot is hij auteur van boeken over thema's uit de muziekgeschiedenis en over muziekesthetiek. 

## Composities

### Werken voor orkest

#### Symfonieën
- 1919-1920 Symfonie nr. 1 "Les Agrestides", voor orkest - première: 29 april 1922 in Parijs
- 1927 Symfonie nr. 2, voor orkest - première: 7 september 1961 tijdens het "Festival de Besançon"
- 1943-1949 Symfonie nr. 3, voor orkest
- 1944-1951 Symfonie nr. 6, voor strijkorkest - première: 12 juni 1960 in Straatsburg
- 1946-1947 Symfonie nr. 4, voor orkest
- 1948-1952 Symfonie nr. 7, voor kamerorkest
- 1954 Symfonie nr. 8, (zie: Werken voor harmonieorkest)
- 1954-1964 Symfonie nr. 12, voor orkest - première: 29 mei 1972 in Rijsel
- 1955 Symfonie nr. 5 "Sinfonia da chiesa", (zie: Werken voor harmonieorkest)
- 1962 Symfonie nr. 10, voor orkest
- 1963 Symfonie nr. 11, (zie: Werken voor harmonieorkest)
- 1967 Symfonie nr. 13, voor orkest
- 1970 Petite symphonie, in drie delen voor strijkorkest - première: 23 juli 1971 in Béziers
- Symfonie nr. 9, voor strijkorkest (= onvoltooid)

#### Concerten voor instrumenten en orkest
- 1922-1925 Dialogue, voor piano en orkest
- 1922-1926 Dialogue, voor cello en orkest
- 1924 Suite, voor viool en orkest
- 1928 La Jungle, polyfonie voor orgel en orkest
- 1962 Concert, voor piano en orkest
- Suite, voor piano en orkest
- Suite en concert, voor harp en orkest
- Concert, voor klavecimbel en kamerorkest

#### Andere werken voor orkest
- 1920 Le Paravent de laque aux cinq images, voor orkest
- 1921 La Fête de la bergère, voor orkest
- 1922 Trois ciné-ambiances, voor orkest
- 1929? Prélude pour un poète, voor orkest - première: 7 juni 1929 in Parijs
- 1931? Le Livre des danceries, suite voor orkest - première: 12 december 1931 in Parijs
- 1931-1939 Le Zodiaque, voor orkest
- 1962 Phonic sous-marine, voor orkest

### Werken voor harmonieorkest
- 1954 Symfonie nr. 8, voor 15 blazers en 2 contrabassen
- 1955 Symfonie nr. 5 "Sinfonia da chiesa", voor harmonieorkest - première: 4 december 1955 in Roubaix
- 1963 Symfonie nr. 11, voor harmonieorkest

### Missen, oratoria en andere kerkmuziek
- 1939-1946 La Passion, oratorium in twaalf delen - première: 25 juli 1957 (Het werk is in 1959 opgenomen in 1999 op 2 cd's gepubliceerd door Elisabeth van der Ploeg (sopraan), Tony Jaanus (alt), A.Roodenburg (tenor), K. Deenik (bariton), Henk Driessen (bas), het NCRV Vocal Ensemble en koor en Radio Filharmonisch Orkest o.l.v. Marius Voorberg - ARION ARN268468)
- 1943-1946 L'Annonciation, oratorium
- 1948-1949 La Mise au Tombeau, oratorium voor gemengd koor en blaaskwintet - tekst: van de componist
- 1951 Mystère orphique, voor zangstem en orkest
- 1953 La Résurrection, oratorium
- 1954 La Nativité de Notre Seigneur, lyrisch mysterie voor solisten, gemengd koor en instrumenten - tekst: van de componist
- 1958 Liturgie œcuménique, voor 3 zangstemmen en orgel
- Nombreux trios et quatuors vocaux sans accompagnement, voor gemengde koren a capella, dubbelkoor en triplekoor a capella
- Psaume XIX, voor gemengd koor en orkest

### Muziektheater

#### Opera's
| Voltooid in | titel                        | aktes  | première              | libretto                          |
| ----------- | ---------------------------- | ------ | --------------------- | --------------------------------- |
| 1926-1928   | Le Rossignol en amour        | 1 akte | 2 maart 1937, Genève  | van de componist                  |
| 1949-1950   | Cantate d'Amour concertopera |        |                       | van de componist                  |
| 1969-1970   | La Sulamite                  |        |                       | van de componist                  |
| 1971        | L'Arche, polyphonie spatiale |        | 3 mei 1974, Marseille | naar een gedicht van de componist |

#### Balletten
| Voltooid in | titel                                         | aktes | première                | libretto                        | choreografie |
| ----------- | --------------------------------------------- | ----- | ----------------------- | ------------------------------- | ------------ |
| 1920-1921   | Hugoromo, Symphonie lyrique et chorégraphique |       | 9 mei 1922, Monte Carlo | van de componist en Louis Laloy |              |

#### Toneelmuziek
- 1958-1960 Le Zodiaque, lyrische choreografie op een tekst van de componist

### Vocale muziek

#### Cantates
- 1949-1950 Cantate d'amour - tekst: van de componist

#### Werken voor koor
- 1957 Du ciel et de la terre, ruimtesymfonie voor een film
- Saint Germain d'Auxerre

#### Liederen
- 1917 7 Petites Images du Japon, voor zangstem en piano
- 1937 Vini vinoque amor (l'amour du vin et par le vin), voor 2 zangstemmen, dwarsfluit, cello en piano
- 1945 6 Tétraphones, voor bariton, dwarsfluit, viool en cello - tekst: van de componist
- 1967 La plate, vaste savane, voor sopraan en instrumenten
- 1969 3 chansons de joie et de souci, voor zangstem en gitaar
- 1972 3 dialogues##, voor zangstem en cello
- 1973 5 chants initiatiques, voor zangstem en piano
- Cortège d'Amphitrite, voor vier zangstemmen en vier vioolstrijkstokken - tekst: Albert Samain
- Chansons de Margot, voor zangstem en piano - tekst: Philéas Lebesque

### Kamermuziek
- 1906 Trio, voor hobo, viool en piano
- 1909 Les Parques, voor 2 violen, altviool en piano
- 1911 Sonate, voor viool en piano
- 1918 Trio, voor viool, altviool en piano
- 1921 Strijkkwartet nr. 1
- 1922 Dialogue nr. 1, voor cello en piano
- 1923 Dialogue nr. 1, voor viool en piano
- 1925 Dialogue nr. 2, voor viool en piano
- 1925 Kwartet, voor 2 bes klarinetten, bassethoorn en basklarinet
- 1929 Dialogue nr. 2, voor cello en piano
- 1929 Livre des Danceries, trio voor dwarsfluit, viool en piano
- 1935 Trio, trio voor, viool cello en piano
- 1944 Trio, voor hobo, klarinet en fagot
- 1944-1945 Strijktrio
- 1945 Sonate, voor dwarsfluit en piano
- 1950 Pastorale, voor 2 dwarsfluiten
- 1954 Kwintet, voor dwarsfluit, hobo, klarinet, hoorn en contrabas
- 1955 Saxofoonkwartet
- 1955 Kwartet, voor 2 violen en 2 celli
- 1957 Strijkkwartet nr. 2
- 1957 Sonatine nr. 1, voor sopraanblokfluit en piano
- 1958 Sonate, voor cello en piano
- 1959 Sonatine nr. 2, voor sopraanblokfluit en piano
- 1960 Kwartet, voor dwarsfluit, viool, cello en piano
- 1960 Sonate, voor gitaar en piano
- 1961 Kwartet, voor viool, altviool, cello en piano
- 1962 Sonate, voor 2 celli
- 1962 Strijkkwartet nr. 3
- 1963 Suite, voor althobo en piano
- 1964 Introduction pour un concert de chambre, voor 5 blaasinstrumenten
- 1965 Trio, voor dwarsfluit, cello en harp

### Werken voor orgel
- Premier livre d'orgue

### Werken voor harp
- 1949 Sonate luthée

## Publicaties
- Essais pour une esthétique générale, Paris, 1920 – 2e éd. 1937.
- Appoggiatures résolues et non résolues, Paris, 1922-1931.
- Jean-Philippe Rameau et le génie de la musique française, Paris, 1930.
- Lexique de quelques termes utilisés en musique, Paris, 1947.
- 2 volumes de poèmes (2 boeken met gedichten), Paris, 1950-1951.
- Matériaux et inscriptions, Toulouse, 1970.
- Kaléidoscope et Miroirs ou les images multipliées et contraires autobiographie, Toulouse, 1970.
- Les écrits de Georges Migot, un recueil d'articles, 4 volumes, Paris, 1932.